# Acanthocheilus
Acanthocheilus ist eine Gattung der Spulwürmer mit drei Arten. Sie sind Parasiten bei Plattenkiemern, vor allem bei Haien.

## Merkmale
Die Innenseite aller drei Lippen ist mit zwei Paaren kleiner, nach vorn gerichteter Zähne besetzt, eine gesägte Leiste wie bei vielen anderen Anisakidae fehlt aber. Der Ventriculus ist rundlich. Die Spicula sind kurz und einfach gebaut.

## Arten
Zur Gattung gehören folgende Arten:
- Acanthocheilus bicuspis (Wedl, 1855)
- Acanthocheilus quadridentatus Molin, 1858
- Acanthocheilus rotundatus (Rudolphi, 1819)